# Wereldkampioenschap voetbal voor clubs 2000
Het FIFA-wereldkampioenschap voetbal voor clubs (Engels: FIFA Club World Championship) werd van 5 januari tot en met 14 januari 2000 voor de eerste keer gehouden. Het was een van de twee edities die de naam FIFA Club World Championship droeg (in 2006, toen de derde editie van het toernooi werd gehouden, werd het toernooi hernoemd naar FIFA Club World Cup). Het voetbaltoernooi, waaraan de beste clubteams ter wereld meedoen, werd gehouden in de Braziliaanse steden São Paulo en Rio de Janeiro. Aan het toernooi, dat in januari werd gehouden, deden acht clubs mee: de zes continentale kampioenen en de kampioenen van het vorige seizoen uit Europa en Zuid-Amerika, te weten Real Madrid en Corinthians. Uiteindelijk won Corinthians het toernooi. Romario van Vasco da Gama en Nicolas Anelka van Real Madrid werden met drie doelpunten de topscorers. Het Nederlandse tintje aan dit WK verzorgde Dick Jol, waarin hij de finale floot. Manchester United zegde zijn deelname aan de (voor Engelsen heilige) FA Cup op om aan dit toernooi mee te kunnen doen om overbelasting van de spelers te voorkomen.

## Stadions
| São Paulo          | Rio de Janeiro      |
| ------------------ | ------------------- |
| Estádio do Morumbi | Maracanã            |
| Capaciteit: 80.000 | Capaciteit: 103.022 |
|                    |                     |

## Deelnemers
| Team              | Confederatie | Toernooi                                                                        | Aantal deelnames |
| ----------------- | ------------ | ------------------------------------------------------------------------------- | ---------------- |
| Al-Nassr          | AFC          | Winnaar AFC Super Cup 1998                                                      | 1e               |
| Raja Casablanca   | CAF          | Winnaar CAF Champions League 1999                                               | 1e               |
| Necaxa            | CONCACAF     | Winnaar CONCACAF Champions Cup 1999                                             | 1e               |
| Corinthians       | CONMEBOL     | Winnaar Série A 1999 (gastland)                                                 | 1e               |
| Vasco da Gama     | CONMEBOL     | Winnaar CONMEBOL Libertadores 1998                                              | 1e               |
| South Melbourne   | OFC          | Winnaar OFC Club Championship 1999                                              | 1e               |
| Manchester United | UEFA         | Winnaar UEFA Champions League 1998/99                                           | 1e               |
| Real Madrid       | UEFA         | Winnaar Wereldbeker voor clubteams 1998 (winnaar UEFA Champions League 1997/98) | 1e               |

## Scheidsrechters
De FIFA had acht scheidsrechters en acht assistent scheidsrechters aangesteld voor dit toernooi.
| Continentale bond | Scheidsrechter              | Assistenten                       |
| ----------------- | --------------------------- | --------------------------------- |
| AFC               | Saad Mane                   | Serguey Ufimtsev                  |
| CAF               | Daouda N'Doye               | Ali Tomusangue                    |
| CONCACAF          | William Mattus              | Haseeb Mohammed                   |
| CONMEBOL          | Horacio Elizondo Óscar Ruiz | Miguel Giacomuzzi Fernando Cresci |
| OFC               | Derek Rugg                  | Lavetala Siuamoa                  |
| UEFA              | Stefano Braschi Dick Jol    | Jens Larsen Jacek Pociegiel       |

## Hoofdtoernooi

### Groepsfase

#### Groep A
| Pos | Club            | Wed | W | G | V | Ptn | DV | DT | +/− | Kwalificatie                                   |
| --- | --------------- | --- | - | - | - | --- | -- | -- | --- | ---------------------------------------------- |
| 1   | Corinthians     | 3   | 2 | 1 | 0 | 7   | 6  | 2  | +4  | Geplaatst voor de finale                       |
| 2   | Real Madrid     | 3   | 2 | 1 | 0 | 7   | 8  | 5  | +3  | Geplaatst voor de wedstrijd om de derde plaats |
| 3   | Al-Nassr        | 3   | 1 | 0 | 2 | 3   | 5  | 8  | −3  |                                                |
| 4   | Raja Casablanca | 3   | 0 | 0 | 3 | 0   | 5  | 9  | −4  |                                                |

##### Wedstrijden
|                          |                                      |         |                          | |
| 5 januari 2000 18:45 uur | Real Madrid                          | 3 – 1   | Al-Nassr                 | Stadion: Estádio do Morumbi, São Paulo Toeschouwers: 12.000 Scheidsrechter: Óscar Ruiz Assistenten: Fernando Cresci Assistenten: Miguel Giacomuzzi Vierde official: William Mattus |
| 5 januari 2000 18:45 uur | Anelka 21' Raúl 62' Sávio 69' (pen.) | Verslag | 45+1' (pen.) Al Husseini | Stadion: Estádio do Morumbi, São Paulo Toeschouwers: 12.000 Scheidsrechter: Óscar Ruiz Assistenten: Fernando Cresci Assistenten: Miguel Giacomuzzi Vierde official: William Mattus |
| 5 januari 2000 18:45 uur |                                      |         |                          | Stadion: Estádio do Morumbi, São Paulo Toeschouwers: 12.000 Scheidsrechter: Óscar Ruiz Assistenten: Fernando Cresci Assistenten: Miguel Giacomuzzi Vierde official: William Mattus |
| 5 januari 2000 18:45 uur |                                      |         |                          | Stadion: Estádio do Morumbi, São Paulo Toeschouwers: 12.000 Scheidsrechter: Óscar Ruiz Assistenten: Fernando Cresci Assistenten: Miguel Giacomuzzi Vierde official: William Mattus |
|                          |                                      |         |                          | |

|                          |                        |         |                 | |
| 5 januari 2000 21:15 uur | Corinthians            | 2 – 0   | Raja Casablanca | Stadion: Estádio do Morumbi, São Paulo Toeschouwers: 23.000 Scheidsrechter: Stefano Braschi Assistenten: Jens Larsen Assistenten: Jacek Pociegiel Vierde official: Derek Rugg |
| 5 januari 2000 21:15 uur | Luizão 49' Luciano 64' | Verslag |                 | Stadion: Estádio do Morumbi, São Paulo Toeschouwers: 23.000 Scheidsrechter: Stefano Braschi Assistenten: Jens Larsen Assistenten: Jacek Pociegiel Vierde official: Derek Rugg |
| 5 januari 2000 21:15 uur |                        |         |                 | Stadion: Estádio do Morumbi, São Paulo Toeschouwers: 23.000 Scheidsrechter: Stefano Braschi Assistenten: Jens Larsen Assistenten: Jacek Pociegiel Vierde official: Derek Rugg |
| 5 januari 2000 21:15 uur |                        |         |                 | Stadion: Estádio do Morumbi, São Paulo Toeschouwers: 23.000 Scheidsrechter: Stefano Braschi Assistenten: Jens Larsen Assistenten: Jacek Pociegiel Vierde official: Derek Rugg |
|                          |                        |         |                 | |

|                          |                 |         |                  | |
| 7 januari 2000 18:45 uur | Real Madrid     | 2 – 2   | Corinthians      | Stadion: Estádio do Morumbi, São Paulo Toeschouwers: 55.000 Scheidsrechter: William Mattus Assistenten: Jacek Pociegiel Assistenten: Fernando Cresci Vierde official: Óscar Ruiz |
| 7 januari 2000 18:45 uur | Anelka 20', 71' | Verslag | 29', 63' Edílson | Stadion: Estádio do Morumbi, São Paulo Toeschouwers: 55.000 Scheidsrechter: William Mattus Assistenten: Jacek Pociegiel Assistenten: Fernando Cresci Vierde official: Óscar Ruiz |
| 7 januari 2000 18:45 uur |                 |         |                  | Stadion: Estádio do Morumbi, São Paulo Toeschouwers: 55.000 Scheidsrechter: William Mattus Assistenten: Jacek Pociegiel Assistenten: Fernando Cresci Vierde official: Óscar Ruiz |
| 7 januari 2000 18:45 uur |                 |         |                  | Stadion: Estádio do Morumbi, São Paulo Toeschouwers: 55.000 Scheidsrechter: William Mattus Assistenten: Jacek Pociegiel Assistenten: Fernando Cresci Vierde official: Óscar Ruiz |
|                          |                 |         |                  | |

|                          |                                                                |         |                                            | |
| 7 januari 2000 21:15 uur | Raja Casablanca                                                | 3 – 4   | Al-Nassr                                   | Stadion: Estádio do Morumbi, São Paulo Toeschouwers: 3.000 Scheidsrechter: Derek Rugg Assistenten: Miguel Giacomuzzi Assistenten: Jens Larsen Vierde official: Stefano Braschi |
| 7 januari 2000 21:15 uur | Al Dosari 24' (e.d.) El Moubarki 67' El Karkouri 73' Safri 75' | Verslag | 3' Amin 48' Bahja 50' Al-Husseini 87' Saïb | Stadion: Estádio do Morumbi, São Paulo Toeschouwers: 3.000 Scheidsrechter: Derek Rugg Assistenten: Miguel Giacomuzzi Assistenten: Jens Larsen Vierde official: Stefano Braschi |
| 7 januari 2000 21:15 uur |                                                                |         |                                            | Stadion: Estádio do Morumbi, São Paulo Toeschouwers: 3.000 Scheidsrechter: Derek Rugg Assistenten: Miguel Giacomuzzi Assistenten: Jens Larsen Vierde official: Stefano Braschi |
| 7 januari 2000 21:15 uur |                                                                |         |                                            | Stadion: Estádio do Morumbi, São Paulo Toeschouwers: 3.000 Scheidsrechter: Derek Rugg Assistenten: Miguel Giacomuzzi Assistenten: Jens Larsen Vierde official: Stefano Braschi |
|                          |                                                                |         |                                            | |

|                           |                                                                |         |                                            | |
| 10 januari 2000 18:45 uur | Real Madrid                                                    | 3 – 2   | Raja Casablanca                            | Stadion: Estádio do Morumbi, São Paulo Toeschouwers: 18.000 Scheidsrechter: Horacio Elizondo Assistenten: Miguel Giacomuzzi Assistenten: Ali Tomusangue Vierde official: Saad Mane |
| 10 januari 2000 18:45 uur | Hierro 48' Morientes 52' Guti 62' Karembeu 45', 87' Geremi 87' | Verslag | 25' Achami 58' Moustaoudia 62' El Moubarki | Stadion: Estádio do Morumbi, São Paulo Toeschouwers: 18.000 Scheidsrechter: Horacio Elizondo Assistenten: Miguel Giacomuzzi Assistenten: Ali Tomusangue Vierde official: Saad Mane |
| 10 januari 2000 18:45 uur |                                                                |         |                                            | Stadion: Estádio do Morumbi, São Paulo Toeschouwers: 18.000 Scheidsrechter: Horacio Elizondo Assistenten: Miguel Giacomuzzi Assistenten: Ali Tomusangue Vierde official: Saad Mane |
| 10 januari 2000 18:45 uur |                                                                |         |                                            | Stadion: Estádio do Morumbi, São Paulo Toeschouwers: 18.000 Scheidsrechter: Horacio Elizondo Assistenten: Miguel Giacomuzzi Assistenten: Ali Tomusangue Vierde official: Saad Mane |
|                           |                                                                |         |                                            | |

|                           |          |         |                                           | |
| 10 januari 2000 21:15 uur | Al-Nassr | 0 – 2   | Corinthians                               | Stadion: Estádio do Morumbi, São Paulo Toeschouwers: 31.000 Scheidsrechter: Dick Jol Assistenten: Lavetala Siuamoa Assistenten: Serguey Ufimtsev Vierde official: Daouda N'Doye |
| 10 januari 2000 21:15 uur |          | Verslag | 24' Ricardinho 20', 67' Daniel 81' Rincón | Stadion: Estádio do Morumbi, São Paulo Toeschouwers: 31.000 Scheidsrechter: Dick Jol Assistenten: Lavetala Siuamoa Assistenten: Serguey Ufimtsev Vierde official: Daouda N'Doye |
| 10 januari 2000 21:15 uur |          |         |                                           | Stadion: Estádio do Morumbi, São Paulo Toeschouwers: 31.000 Scheidsrechter: Dick Jol Assistenten: Lavetala Siuamoa Assistenten: Serguey Ufimtsev Vierde official: Daouda N'Doye |
| 10 januari 2000 21:15 uur |          |         |                                           | Stadion: Estádio do Morumbi, São Paulo Toeschouwers: 31.000 Scheidsrechter: Dick Jol Assistenten: Lavetala Siuamoa Assistenten: Serguey Ufimtsev Vierde official: Daouda N'Doye |
|                           |          |         |                                           | |

#### Groep B
| Pos | Club              | Wed | W | G | V | Ptn | DV | DT | +/− | Kwalificatie                                   |
| --- | ----------------- | --- | - | - | - | --- | -- | -- | --- | ---------------------------------------------- |
| 1   | Vasco da Gama     | 3   | 3 | 0 | 0 | 9   | 7  | 2  | +5  | Geplaatst voor de finale                       |
| 2   | Necaxa            | 3   | 1 | 1 | 1 | 4   | 5  | 4  | +1  | Geplaatst voor de wedstrijd om de derde plaats |
| 3   | Manchester United | 3   | 1 | 1 | 1 | 4   | 4  | 4  | 0   |                                                |
| 4   | South Melbourne   | 3   | 0 | 0 | 3 | 0   | 1  | 7  | −6  |                                                |

##### Wedstrijden
|                          |                       |         |                | |
| 6 januari 2000 18:15 uur | Manchester United     | 1 – 1   | Necaxa         | Stadion: Maracanã, Rio de Janeiro Toeschouwers: 50.000 Scheidsrechter: Horacio Elizondo Assistenten: Serguey Ufimtsev Assistenten: Ali Tomusangue Vierde official: Saad Mane |
| 6 januari 2000 18:15 uur | Beckham 42' Yorke 81' | Verslag | 14' Montecinos | Stadion: Maracanã, Rio de Janeiro Toeschouwers: 50.000 Scheidsrechter: Horacio Elizondo Assistenten: Serguey Ufimtsev Assistenten: Ali Tomusangue Vierde official: Saad Mane |
| 6 januari 2000 18:15 uur |                       |         |                | Stadion: Maracanã, Rio de Janeiro Toeschouwers: 50.000 Scheidsrechter: Horacio Elizondo Assistenten: Serguey Ufimtsev Assistenten: Ali Tomusangue Vierde official: Saad Mane |
| 6 januari 2000 18:15 uur |                       |         |                | Stadion: Maracanã, Rio de Janeiro Toeschouwers: 50.000 Scheidsrechter: Horacio Elizondo Assistenten: Serguey Ufimtsev Assistenten: Ali Tomusangue Vierde official: Saad Mane |
|                          |                       |         |                | |

|                          |                        |         |                 | |
| 6 januari 2000 20:45 uur | Vasco da Gama          | 2 – 0   | South Melbourne | Stadion: Maracanã, Rio de Janeiro Toeschouwers: 66.000 Scheidsrechter: Dick Jol Assistenten: Haseeb Mohammed Assistenten: Lavetala Siuamoa Vierde official: Daouda N'Doye |
| 6 januari 2000 20:45 uur | Felipe 53' Edmundo 86' | Verslag |                 | Stadion: Maracanã, Rio de Janeiro Toeschouwers: 66.000 Scheidsrechter: Dick Jol Assistenten: Haseeb Mohammed Assistenten: Lavetala Siuamoa Vierde official: Daouda N'Doye |
| 6 januari 2000 20:45 uur |                        |         |                 | Stadion: Maracanã, Rio de Janeiro Toeschouwers: 66.000 Scheidsrechter: Dick Jol Assistenten: Haseeb Mohammed Assistenten: Lavetala Siuamoa Vierde official: Daouda N'Doye |
| 6 januari 2000 20:45 uur |                        |         |                 | Stadion: Maracanã, Rio de Janeiro Toeschouwers: 66.000 Scheidsrechter: Dick Jol Assistenten: Haseeb Mohammed Assistenten: Lavetala Siuamoa Vierde official: Daouda N'Doye |
|                          |                        |         |                 | |

|                          |                   |         |                              | |
| 8 januari 2000 18:15 uur | Manchester United | 1 – 3   | Vasco da Gama                | Stadion: Maracanã, Rio de Janeiro Toeschouwers: 73.000 Scheidsrechter: Saad Mane Assistenten: Lavetala Siuamoa Assistenten: Haseeb Mohammed Vierde official: Dick Jol |
| 8 januari 2000 18:15 uur | Butt 80'          | Verslag | 23', 25' Romário 42' Edmundo | Stadion: Maracanã, Rio de Janeiro Toeschouwers: 73.000 Scheidsrechter: Saad Mane Assistenten: Lavetala Siuamoa Assistenten: Haseeb Mohammed Vierde official: Dick Jol |
| 8 januari 2000 18:15 uur |                   |         |                              | Stadion: Maracanã, Rio de Janeiro Toeschouwers: 73.000 Scheidsrechter: Saad Mane Assistenten: Lavetala Siuamoa Assistenten: Haseeb Mohammed Vierde official: Dick Jol |
| 8 januari 2000 18:15 uur |                   |         |                              | Stadion: Maracanã, Rio de Janeiro Toeschouwers: 73.000 Scheidsrechter: Saad Mane Assistenten: Lavetala Siuamoa Assistenten: Haseeb Mohammed Vierde official: Dick Jol |
|                          |                   |         |                              | |

|                          |                    |         |                                               | |
| 8 januari 2000 20:45 uur | South Melbourne    | 1 – 3   | Necaxa                                        | Stadion: Maracanã, Rio de Janeiro Toeschouwers: 5.000 Scheidsrechter: Falla Ndoye Assistenten: Ali Tomusangue Assistenten: Serguey Ufimtsev Vierde official: Horacio Elizondo |
| 8 januari 2000 20:45 uur | Anastasiadis 45+2' | Verslag | 18' (pen.) Montecinos 28' Delgado 79' Cabrera | Stadion: Maracanã, Rio de Janeiro Toeschouwers: 5.000 Scheidsrechter: Falla Ndoye Assistenten: Ali Tomusangue Assistenten: Serguey Ufimtsev Vierde official: Horacio Elizondo |
| 8 januari 2000 20:45 uur |                    |         |                                               | Stadion: Maracanã, Rio de Janeiro Toeschouwers: 5.000 Scheidsrechter: Falla Ndoye Assistenten: Ali Tomusangue Assistenten: Serguey Ufimtsev Vierde official: Horacio Elizondo |
| 8 januari 2000 20:45 uur |                    |         |                                               | Stadion: Maracanã, Rio de Janeiro Toeschouwers: 5.000 Scheidsrechter: Falla Ndoye Assistenten: Ali Tomusangue Assistenten: Serguey Ufimtsev Vierde official: Horacio Elizondo |
|                          |                    |         |                                               | |

|                           |                   |         |                 | |
| 11 januari 2000 18:15 uur | Manchester United | 2 – 0   | South Melbourne | Stadion: Maracanã, Rio de Janeiro Toeschouwers: 25.000 Scheidsrechter: Stefano Braschi Assistenten: Jens Larsen Assistenten: Ali Tomusangue |
| 11 januari 2000 18:15 uur | Fortune 8', 20'   | Verslag |                 | Stadion: Maracanã, Rio de Janeiro Toeschouwers: 25.000 Scheidsrechter: Stefano Braschi Assistenten: Jens Larsen Assistenten: Ali Tomusangue |
| 11 januari 2000 18:15 uur |                   |         |                 | Stadion: Maracanã, Rio de Janeiro Toeschouwers: 25.000 Scheidsrechter: Stefano Braschi Assistenten: Jens Larsen Assistenten: Ali Tomusangue |
| 11 januari 2000 18:15 uur |                   |         |                 | Stadion: Maracanã, Rio de Janeiro Toeschouwers: 25.000 Scheidsrechter: Stefano Braschi Assistenten: Jens Larsen Assistenten: Ali Tomusangue |
|                           |                   |         |                 | |

|                           |             |         |                       | |
| 11 januari 2000 20:45 uur | Necaxa      | 1 – 2   | Vasco da Gama         | Stadion: Maracanã, Rio de Janeiro Toeschouwers: 45.000 Scheidsrechter: Óscar Ruiz Assistenten: Miguel Giacomuzzi Assistenten: Fernando Cresci Vierde official: Dick Jol |
| 11 januari 2000 20:45 uur | Aguinaga 4' | Verslag | 14' Odvan 68' Romário | Stadion: Maracanã, Rio de Janeiro Toeschouwers: 45.000 Scheidsrechter: Óscar Ruiz Assistenten: Miguel Giacomuzzi Assistenten: Fernando Cresci Vierde official: Dick Jol |
| 11 januari 2000 20:45 uur |             |         |                       | Stadion: Maracanã, Rio de Janeiro Toeschouwers: 45.000 Scheidsrechter: Óscar Ruiz Assistenten: Miguel Giacomuzzi Assistenten: Fernando Cresci Vierde official: Dick Jol |
| 11 januari 2000 20:45 uur |             |         |                       | Stadion: Maracanã, Rio de Janeiro Toeschouwers: 45.000 Scheidsrechter: Óscar Ruiz Assistenten: Miguel Giacomuzzi Assistenten: Fernando Cresci Vierde official: Dick Jol |
|                           |             |         |                       | |

### Finales
|  | Finale                                 |              |
|  |                                        |              |
|  | 14 januari – Rio de Janeiro (Maracanã) |              |
|  |                                        |              |
|  | Corinthians (w.n.s.)                   | 0 (n.v.) (4) |
|  | Corinthians (w.n.s.)                   | 0 (n.v.) (4) |
|  | Vasco da Gama                          | 0 (3)        |
|  | Vasco da Gama                          | 0 (3)        |
|  |                                        |              |
|  |                                        |              |
|  |                                        |              |
|  | Derde plaats                           |              |
|  |                                        |              |
|  | 14 januari – Rio de Janeiro (Maracanã) |              |
|  |                                        |              |
|  | Real Madrid                            | 1 (3)        |
|  | Real Madrid                            | 1 (3)        |
|  | Necaxa (w.n.s.)                        | 1 (n.v.) (4) |
|  | Necaxa (w.n.s.)                        | 1 (n.v.) (4) |

#### Wedstrijd om de derde plaats
|                           |                                           |                         |                                        | |
| 14 januari 2000 17:00 uur | Real Madrid                               | 1 – 1 (n.v.) 3 – 4 pen. | Necaxa                                 | Stadion: Maracanã, Rio de Janeiro Toeschouwers: 35.000 Scheidsrechter: Óscar Ruiz Assistenten: Miguel Giacomuzzi Assistenten: Ali Tomusangue Vierde official: Horacio Elizondo |
| 14 januari 2000 17:00 uur | Raúl 15'                                  | Verslag                 | 58' Delgado                            | Stadion: Maracanã, Rio de Janeiro Toeschouwers: 35.000 Scheidsrechter: Óscar Ruiz Assistenten: Miguel Giacomuzzi Assistenten: Ali Tomusangue Vierde official: Horacio Elizondo |
| 14 januari 2000 17:00 uur | Strafschoppen                             |                         |                                        | Stadion: Maracanã, Rio de Janeiro Toeschouwers: 35.000 Scheidsrechter: Óscar Ruiz Assistenten: Miguel Giacomuzzi Assistenten: Ali Tomusangue Vierde official: Horacio Elizondo |
| 14 januari 2000 17:00 uur | Eto'o Helguera McManaman Morientes Dorado |                         | Vázquez Cabrera Pérez Aguinaga Delgado | Stadion: Maracanã, Rio de Janeiro Toeschouwers: 35.000 Scheidsrechter: Óscar Ruiz Assistenten: Miguel Giacomuzzi Assistenten: Ali Tomusangue Vierde official: Horacio Elizondo |
|                           |                                           |                         |                                        | |

#### Finale
|                           |                                              |                         |                                              | |
| 14 januari 2000 19:20 uur | Corinthians                                  | 0 – 0 (n.v.) 4 – 3 pen. | Vasco da Gama                                | Stadion: Maracanã, Rio de Janeiro Toeschouwers: 73.000 Scheidsrechter: Dick Jol Assistenten: Jens Larsen Assistenten: Fernando Cresci Vierde official: William Mattus |
| 14 januari 2000 19:20 uur | Verslag                                      |                         |                                              | Stadion: Maracanã, Rio de Janeiro Toeschouwers: 73.000 Scheidsrechter: Dick Jol Assistenten: Jens Larsen Assistenten: Fernando Cresci Vierde official: William Mattus |
| 14 januari 2000 19:20 uur | Strafschoppen                                |                         |                                              | Stadion: Maracanã, Rio de Janeiro Toeschouwers: 73.000 Scheidsrechter: Dick Jol Assistenten: Jens Larsen Assistenten: Fernando Cresci Vierde official: William Mattus |
| 14 januari 2000 19:20 uur | Rincón Fernando Baiano Luizão Edu Marcelinho |                         | Romário Alex Oliveira Gilberto Viola Edmundo | Stadion: Maracanã, Rio de Janeiro Toeschouwers: 73.000 Scheidsrechter: Dick Jol Assistenten: Jens Larsen Assistenten: Fernando Cresci Vierde official: William Mattus |
|                           |                                              |                         |                                              | |

| Corinthians | Vasco da Gama |

| GK                  | 1  | Dida            |      |
| RB                  | 2  | Índio           | 97'  |
| CB                  | 3  | Adilson         | 75'  |
| CB                  | 16 | Fábio Luciano   |      |
| LB                  | 6  | Kléber          |      |
| RW                  | 7  | Marcelinho      |      |
| CM                  | 5  | Vampeta         | 91'  |
| CM                  | 8  | Freddy Rincón   | 43'  |
| LW                  | 11 | Ricardinho      | 45'  |
| AM                  | 10 | Edílson         | 113' |
| CF                  | 9  | Luizão          | 113' |
| Wisselspelers:      |    |                 |      |
| GK                  | 12 | Maurício        |      |
| GK                  | 15 | Yamada          |      |
| DF                  | 4  | João Carlos     |      |
| DF                  | 13 | Daniel          |      |
| DF                  | 14 | Márcio Costa    |      |
| DF                  | 19 | Augusto         |      |
| MF                  | 20 | Edu             | 45'  |
| MF                  | 21 | Marcos Senna    |      |
| MF                  | 22 | Luis Mário      |      |
| MF                  | 23 | Gilmar          | 91'  |
| FW                  | 17 | Fernando Baiano | 113' |
| FW                  | 18 | Dinei           |      |
| Coach:              |    |                 |      |
| Oswaldo de Oliveira |    |                 |      |

| GK             | 12 | Helton         |          |
| RB             | 15 | Paulo Miranda  | 54'      |
| CB             | 3  | Odvan          |          |
| CB             | 4  | Mauro Galvão   |          |
| LB             | 13 | Gilberto       |          |
| RM             | 8  | Juninho        | 96'      |
| CM             | 5  | Amaral         | 33'      |
| CM             | 9  | Ramon          | 19' 111' |
| LM             | 6  | Felipe         | 102'     |
| CF             | 14 | Edmundo        | 98'      |
| CF             | 11 | Romário        |          |
| Wisselspelers: |    |                |          |
| GK             | 1  | Carlos Germano |          |
| GK             | 20 | Márcio         |          |
| DF             | 2  | Jorginho       |          |
| DF             | 14 | Torres         |          |
| DF             | 17 | Junior Baiano  |          |
| MF             | 16 | Pedrinho       |          |
| MF             | 18 | Valber         |          |
| MF             | 21 | Nasa           |          |
| MF             | 22 | Valkmar        |          |
| MF             | 23 | Alex Oliveira  | 102'     |
| FW             | 7  | Donizete       | 111'     |
| FW             | 19 | Viola          | 96'      |
| Coach:         |    |                |          |
| Antonio Lopes  |    |                |          |

| Winnaar FIFA-WK voetbal voor clubs 2000       |
| --------------------------------------------- |
| Corinthians 1e titel (1e keer wereldkampioen) |

## Awards
| Prijs                                   | Speler                          | Club                             |
| --------------------------------------- | ------------------------------- | -------------------------------- |
| Gouden Bal                              | Edílson                         | Corinthians                      |
| Zilveren Bal                            | Edmundo                         | Vasco da Gama                    |
| Bronzen Bal                             | Romário                         | Vasco da Gama                    |
| Gouden Schoen (3 doelpunten, 0 assists) | Nicolas Anelka Romário          | Real Madrid Vasco da Gama        |
| Bronzen Schoen (2 doelpunten, 1 assist) | Agustín Delgado Edílson Edmundo | Necaxa Corinthians Vasco da Gama |
| Fair-Play Award (club)                  | Necaxa                          | Necaxa                           |

FIFA All-star elftal
| Pos.           | Speler              | Club              |
| -------------- | ------------------- | ----------------- |
| DM             | Dida                | Corinthians       |
| VD             | Sergio Almaguer     | Necaxa            |
| VD             | Fernando Hierro     | Real Madrid       |
| VD             | Míchel Salgado      | Real Madrid       |
| VD             | Jaap Stam           | Manchester United |
| MV             | Felipe              | Vasco da Gama     |
| MV             | Roy Keane           | Manchester United |
| MV             | Freddy Rincón       | Corinthians       |
| MV             | Sávio               | Real Madrid       |
| AV             | Agustín Delgado     | Necaxa            |
| AV             | Romário             | Vasco da Gama     |
| Wisselspelers: |                     |                   |
| DM             | Helton              | Vasco da Gama     |
| VD             | José Milián         | Necaxa            |
| MV             | Amaral              | Vasco da Gama     |
| MV             | Juninho             | Vasco da Gama     |
| AV             | Ahmed Bahja         | Al-Nassr          |
| AV             | Edílson             | Corinthians       |
| AV             | Cristian Montecinos | Necaxa            |

## Topscorers
| Pos.           | Speler               | Club              |   | Gescoord met penalty |                 |
| -------------- | -------------------- | ----------------- | - | -------------------- | --------------- |
| 1.             | Nicolas Anelka       | Real Madrid       | 3 | 0                    |                 |
| 1.             | Romário              | Corinthians       | 3 | 0                    |                 |
| 3.             | Agustín Delgado      | Necaxa            | 2 | 0                    |                 |
| 3.             | Edílson              | Corinthians       | 2 | 0                    |                 |
| 3.             | Edmundo              | Vasco da Gama     | 2 | 0                    |                 |
| 3.             | Quinton Fortune      | Manchester United | 2 | 0                    |                 |
| 3.             | Fahad Al Husseini    | Al-Nassr          | 2 | 1                    |                 |
| 3.             | Cristian Montecinos  | Necaxa            | 2 | 1                    |                 |
| 3.             | Raúl                 | Real Madrid       | 2 | 0                    |                 |
| 10.            | Youssef Achami       | Raja Casablanca   | 1 | 0                    |                 |
| 10.            | Álex Aguinaga        | Necaxa            | 1 | 0                    |                 |
| 10.            | Fuad Amin            | Al-Nassr          | 1 | 0                    |                 |
| 10.            | John Anastasiadis    | South Melbourne   | 1 | 0                    |                 |
| 10.            | Ahmed Bahja          | Al-Nassr          | 1 | 0                    |                 |
| 10.            | Nicky Butt           | Manchester United | 1 | 0                    |                 |
| 10.            | Salvador Cabrera     | Necaxa            | 1 | 0                    |                 |
| 10.            | Felipe               | Vasco da Gama     | 1 | 0                    |                 |
| 10.            | Geremi               | Real Madrid       | 1 | 0                    |                 |
| 10.            | Fernando Hierro      | Real Madrid       | 1 | 0                    |                 |
| 10.            | Talal El Karkouri    | Raja Casablanca   | 1 | 0                    |                 |
| 10.            | Fábio Luciano        | Corinthians       | 1 | 0                    |                 |
| 10.            | Luizão               | Corinthians       | 1 | 0                    |                 |
| 10.            | Fernando Morientes   | Real Madrid       | 1 | 0                    |                 |
| 10.            | Bouchaib El Moubarki | Raja Casablanca   | 1 | 0                    |                 |
| 10.            | Mustapha Moustaoudia | Raja Casablanca   | 1 | 0                    |                 |
| 10.            | Odvan                | Vasco da Gama     | 1 | 0                    |                 |
| 10.            | Ricardinho           | Corinthians       | 1 | 0                    |                 |
| 10.            | Freddy Rincón        | Corinthians       | 1 | 0                    |                 |
| 10.            | Moussa Saïb          | Al-Nassr          | 1 | 0                    |                 |
| 10.            | Sávio                | Real Madrid       | 1 | 1                    |                 |
| 10.            | Dwight Yorke         | Manchester United | 1 | 0                    |                 |
| Eigen doelpunt |                      |                   |   |                      |                 |
| Pos.           | Speler               | Club              |   |                      | Tegenstander    |
| 1.             | Madhi Al-Dosari      | Al-Nassr          | 1 | 1                    | Raja Casablanca |

## Eindrangschikking

### Eindstand
| Pos    | Club              | Wed | W | G | V | Ptn | DV | DT | +/− | Confederatie |
| ------ | ----------------- | --- | - | - | - | --- | -- | -- | --- | ------------ |
| Goud   | Corinthians       | 4   | 2 | 2 | 0 | 8   | 6  | 2  | +4  | CONMEBOL     |
| Zilver | Vasco da Gama     | 4   | 3 | 1 | 0 | 10  | 7  | 2  | +5  | CONMEBOL     |
| Brons  | Necaxa            | 4   | 1 | 2 | 1 | 5   | 6  | 5  | +1  | CONCACAF     |
| 4      | Real Madrid       | 4   | 2 | 2 | 0 | 8   | 9  | 6  | +3  | UEFA         |
| 5      | Manchester United | 3   | 1 | 1 | 1 | 4   | 4  | 4  | 0   | UEFA         |
| 6      | Al-Nassr          | 3   | 1 | 0 | 2 | 3   | 5  | 8  | −3  | AFC          |
| 7      | Raja Casablanca   | 3   | 0 | 0 | 3 | 0   | 5  | 9  | −4  | CAF          |
| 8      | South Melbourne   | 3   | 0 | 0 | 3 | 0   | 1  | 7  | −6  | OFC          |